# Eugenia Kielich

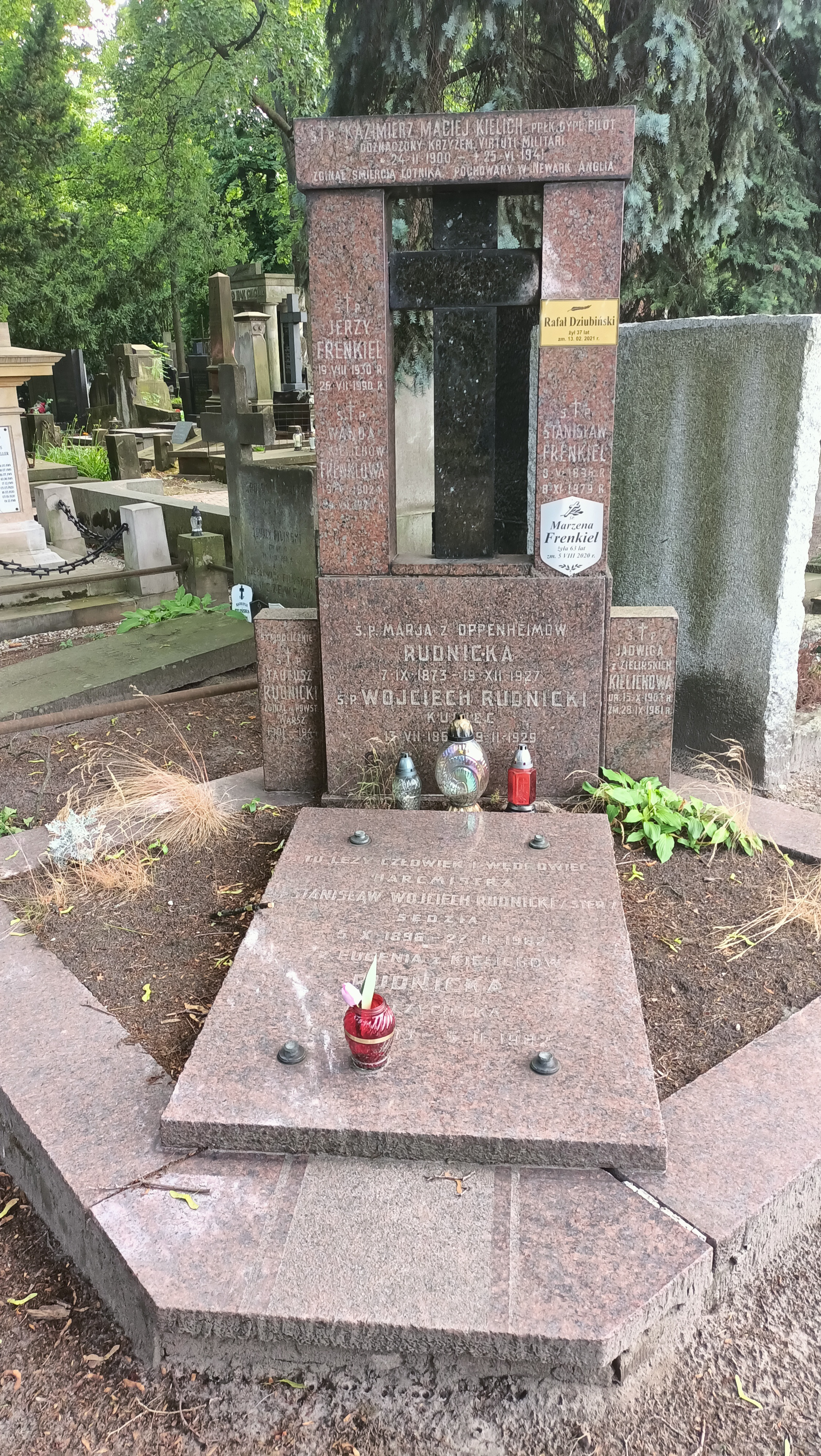
Grób lekkoatletki Eugenii Kielich-Rudnickiej na Cmentarzu Powązkowskim w Warszawie

Eugenia Kielich-Rudnicka (ur. 30 listopada 1903, zm. 5 lutego 1982) – polska lekkoatletka, sprinterka i wieloboistka, hazenistka.

## Życiorys
W latach 1923–1928 reprezentowała Polonię Warszawa. Specjalizowała się w biegach sprinterskich. Biła rekordy Polski na 83 metry przez płotki (16,6 w 1924), 300 m (55,4 w 1924) oraz w sztafetach 4x75 m (44,0 w 1925) i 4x200 m (2:08.8 w 1924). Na turniejach mistrzostw Polski zdobyła trzy medale (w 1924 dwa złote w sztafetach, a w 1925 brązowy indywidualnie).
W 1923 ukończyła naukę w Żeńskim Gimnazjum im. Królowej Jadwigi w Warszawie i odtąd przez rok studiowała na Wydziale Ogrodniczym SGGW. Od września 1924 pracowała jako nauczycielka wychowania fizycznego w warszawskich szkołach. 
Podczas II wojny światowej zaangażowana w tajne nauczanie, pomagała innym w tym Żydom. Wspierała uczestników powstania warszawskiego w 1944. Od września 1944 do stycznia 1945 osadzona w obozie nr 121 w Pruszkowie. 
Po wojnie ukończyła studia na AWF w Warszawie uzyskując dyplom magistra w 1953.
W 2005 odznaczona tytułem Sprawiedliwy wśród Narodów Świata.
Zamężna ze Stanisławem Rudnickim (1896–1962). Jej siostra Wanda (1902–1970, po mężu Frenkl) także była lekkoatletką Polonii Warszawa.
Została pochowana na Cmentarzu Powązkowskim w Warszawie.